# Nepi
Nepi (anciennement Nepet ou Nepetum) est une commune de la province de Viterbe dans le Latium en Italie.

## Histoire
Prise par Totila, roi des Ostrogoths, mais reprise par Narsès, général de Justinien.

## Monuments et patrimoine
- Castello Borgia
- Cathédrale de Nepi

## Administration
| Période                                  | Période  | Identité    | Étiquette | Qualité |
| ---------------------------------------- | -------- | ----------- | --------- | ------- |
| 14 juin 2004                             | En cours | Franco Vita |           |         |
| Les données manquantes sont à compléter. |          |             |           |         |

### Communes limitrophes
Campagnano di Roma (RM), Caprarola, Carbognano, Castel Sant'Elia, Fabrica di Roma, Mazzano Romano (RM), Monterosi, Ronciglione, Sutri, Trevignano Romano (RM)